# Manuel Domingo y Sol
Manuel Domingo y Sol (Tortosa, Tarragona, 1 de abril de 1836–Tortosa, Tarragona. 25 de enero de 1909), también conocido como mosén Sol, fue un sacerdote español, fundador de la Hermandad de Sacerdotes Operarios diocesanos y del Pontificio Colegio Español de San José de Roma. Fue beatificado por Juan Pablo II el 29 de marzo de 1987.

## Biografía

### Comienzos
Manuel Domingo y Sol nació en la localidad tarragonense de Tortosa (España) el 1 de abril de 1836. A la edad de quince años ingresó en el seminario diocesano de su ciudad. Fue ordenado sacerdote el día 2 de junio de 1860 a la edad de veinticuatro años. Celebró su primera Misa en Iglesia de San Blas, el 9 de junio de 1860. Su primer destino fue a La Aldea (Tortosa), el 7 de marzo de 1862 y un año más tarde se hace cargo de la parroquia de Santiago de Tortosa.
Durante los primeros trece años de su sacerdocio, fue misionero diocesano, párroco, confesor de Religiosas -levantó tres conventos de religiosas de clausura- y profesor del Instituto de Tortosa. Se dedicó, sobre todo, al apostolado con la juventud. Construyó de nueva planta un Centro para jóvenes, y fundó la primera revista juvenil católica de España, El Congregante. Pero nada de esto colmaba sus aspiraciones. Necesitaba un punto de apoyo definitivo para aunarlo todo, influir en todo, y restaurarlo todo. Según él, Dios respondió a sus deseos:

El Señor, sin merecerlo, sin advertirlo nosotros casi, sin pensarlo ni poderlo prever, descorrió la cortina, y nos mostró un campo vastísimo, de facilísimo cultivo, de resultados indudables, campo en el cual, y con una vida puramente sacerdotal, pudiéramos impulsar, coadunados, todos los intereses de su máxima gloria, que nuestra piadosa imaginación y nuestro ardiente celo pudiera soñar jamás.

### La formación de los futuros sacerdotes
Un día del mes de febrero de 1873, se encontró bajo el Arco del Romeu en Tortosa, con el seminarista Ramón Valero, pobre y humilde, que vivía de limosna con otros seminaristas en una buhardilla. El Seminario de Tortosa había sido destrozado por la Revolución del año 1868, y los pocos seminaristas que aún quedaban vivían diseminados por la ciudad, con hambre y sin formación. Ramón Valero contó a Manuel las estrecheces en que vivía, sin pan, sin luz para estudiar, sin orientación.
Esta experiencia significó para Manuel la clave de sus anhelos: dar pan y cariño, ilusión sacerdotal y formación adecuada a los futuros sacerdotes. Él mismo lo identificaba como la "perla preciosa" de la parábola. Desde entonces vivió convencido de que «la formación del Clero es lo que podríamos decir la llave de la cosecha en todos los campos de la gloria de Dios. Nosotros más que apóstoles parciales, hemos de ser moldeadores y formadores de apóstoles», decía a sus operarios.
En el mes de septiembre de 1873 comenzó la tarea ingente de su vida con la Casa de San José, donde reunió a veinticuatro seminaristas pobres. Muy pronto hubo de adquirir una casa más amplia para los 98 alumnos que tenía el año 1876. El 11 de abril de 1878 puso la primera piedra del Colegio de San José para Vocaciones Eclesiásticas. Dicho colegio fue inaugurado el 11 de abril de 1879 con trescientos seminaristas. Educaba y mantenía, además, gratuitamente a otros cien seminaristas en el Palacio de San Rufo.

### La fundación de la hermandad

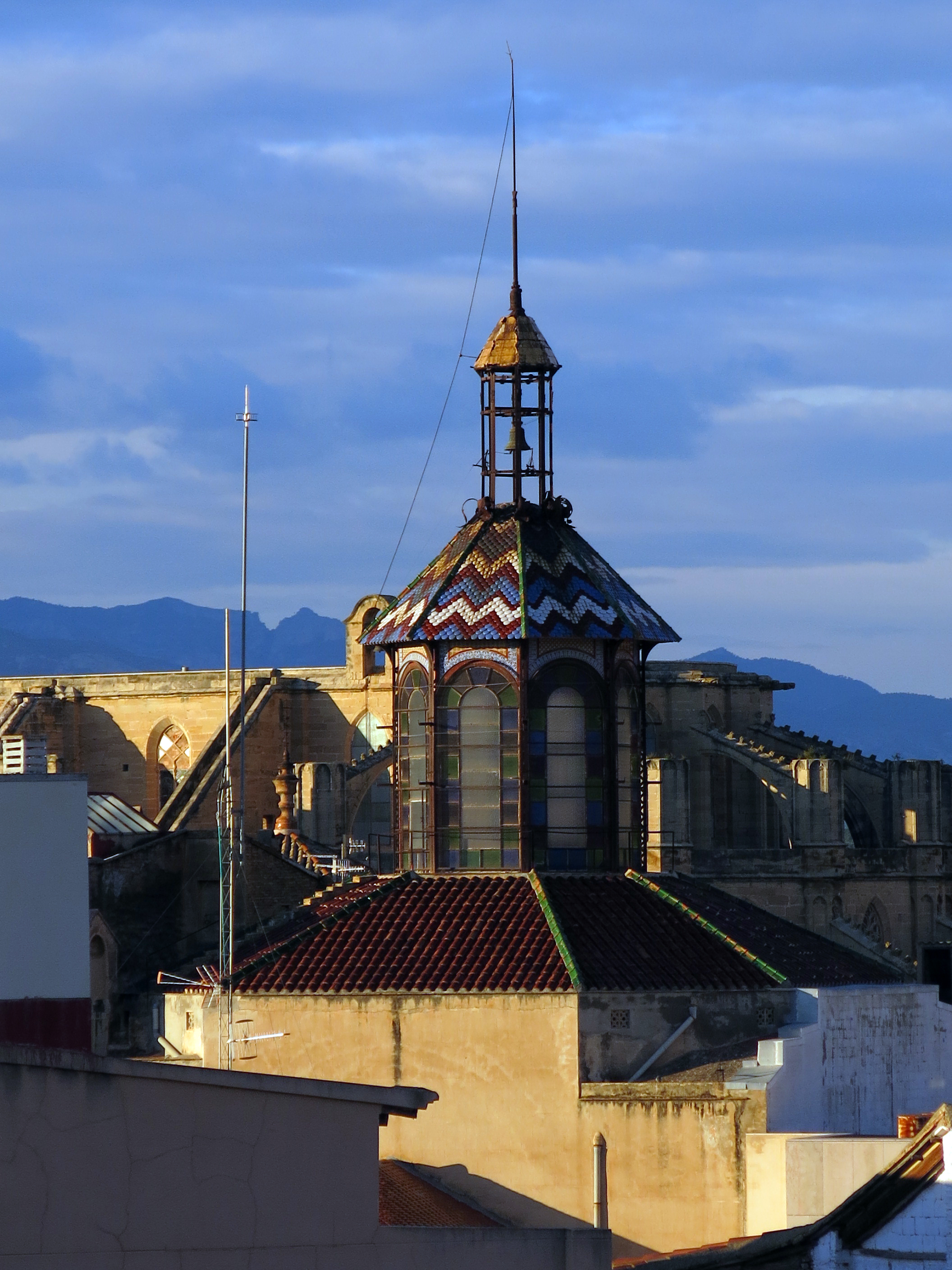
Templo de la Reparación de Tortosa, una de las obras de Manuel Domingo y Sol. Uno de sus deseos era la construcción de este tipo de templos en todas las diócesis católicas posibles.

Durante los primeros años de funcionamiento del Colegio de San José, Manuel fue madurando ideas y quería dar consistencia a la obra e irradiar su actividad a otras diócesis. Así, el 29 de enero de 1883, después de celebrar la Santa Misa, cuenta él mismo, haber recibido una iluminación para la fundación de una Hermandad de Sacerdotes Operarios que, con acendrado espíritu de Reparación, se dedicaría a la formación de futuros sacerdotes. Con un puñado de sacerdotes dio inicio a la hermandad, que fue aprobada más tarde, por el obispo de Tortosa, el 17 de mayo de 1883.

### Los colegios de San José
La situación de los Seminarios españoles era bastante precaria, el fundador de la hermandad dice que «no es posible comprender cómo estaba la formación de los jóvenes en mi época, y algo anterior y bastante posteriormente, en estudios, en piedad y disciplina y vigilancia y pruebas de vocación». Manuel supo elevar el nivel espiritual, disciplinar e intelectual de tal manera que resaltaba la formación dada en el Colegio de Vocaciones y comenzaron a llegar peticiones de los Obispos para que los Sacerdotes Operarios fueran a sus diócesis. Inicia la primera expansión de la hermandad por España con la fundación de los colegios de Valencia (1884), Murcia (1888), Orihuela (1889), Plasencia (1893), Burgos (1894), Almería (1896) y Toledo (1898). El primer colegio fundado fuera de España fue el de Lisboa, Portugal, en 1896.

### El Pontificio Colegio Español de Roma
Manuel Domingo y Sol fundó en 1892 el Pontificio Colegio Español de Roma, considerado como una de las más importantes realizaciones suyas, puesto que ha influenciado en la renovación espiritual e intelectual de los seminarios y del clero español. Desde entonces, en el Pontificio Colegio Español de San José de Roma se han formado más de 3.000 alumnos, ha dado más de 70 obispos a las diócesis españolas, y son muchísimos los antiguos alumnos que han trabajado y trabajan en cargos de dirección y de enseñanza en los centros de formación sacerdotal.

### Dirección de los seminarios diocesanos
El nuevo estilo de los Colegios de San José se iba imponiendo poco a poco. Debido a la metodología usada por los Sacerdotes Operarios a la hora de la selección y formación de los seminaristas, muchos obispos se empeñaron en confiarles la dirección de sus respectivos Seminarios. De esa manera, los Operarios se hicieron cargo de los seminarios españoles de Astorga (1897), Toledo (1898), goza (1899), Sigüenza y Cuenca (1901), Badajoz (1902), Baeza (1903), Jaén, Ciudad Real y Málaga (1904), Barcelona (1905), Segovia (1906), Almería (1907) y Tarragona (1908). Con las fundaciones en México, les fueron encargados los seminarios de Chilapa (1898), Cuernavaca (1900) y Puebla de los Ángeles (1902).

### Espiritualidad
La espiritualidad de Manuel Domingo y Sol se cifra en el espíritu de reparación al Corazón de Jesús, principalmente en la Eucaristía. Era un enamorado de la Eucaristía, pues el mismo decía: «una de las cosas que nos avergonzarían en el cielo, si pudiese haber confusión, sería el pensar que le hemos tenido en la tierra, y no nos absorbió toda la vida, todo nuestro corazón». Este amor a Jesús en la Eucaristía y espíritu de Reparación, él mismo lo coloca como base de la misión de formar a los futuros sacerdotes: «si descendiéramos al fondo, al manantial de los sentimientos de nuestra piedad, tal vez encontraríamos lo que no habíamos reparado ni discurrido: que el origen de nuestro deseo por el bien y fomento de las vocaciones eclesiásticas, de que Dios tenga muchos y buenos sacerdotes, ha sido nuestro instintivo amor a Jesús Sacramentado».
Este amor a Jesucristo en la Eucaristía, se encuentra a la base también, del levantamiento de los llamados Templos de reparación, tales como Templo Nacional Expiatorio de San Felipe de Jesús, en México, adquirido en 1889. La ilusión del sacerdote español era levantar uno en cada diócesis. El año 1903 se edificó el primer Templo de la Reparación en Tortosa, donde en abril de 1926 se le erigió un mausoleo en el que descansan sus restos mortales. 
Sus miembros –que se incardinaban en la hermandad– hacían voto de castidad y obediencia, temporalmente primero y luego con carácter definitivo.

### Fallecimiento

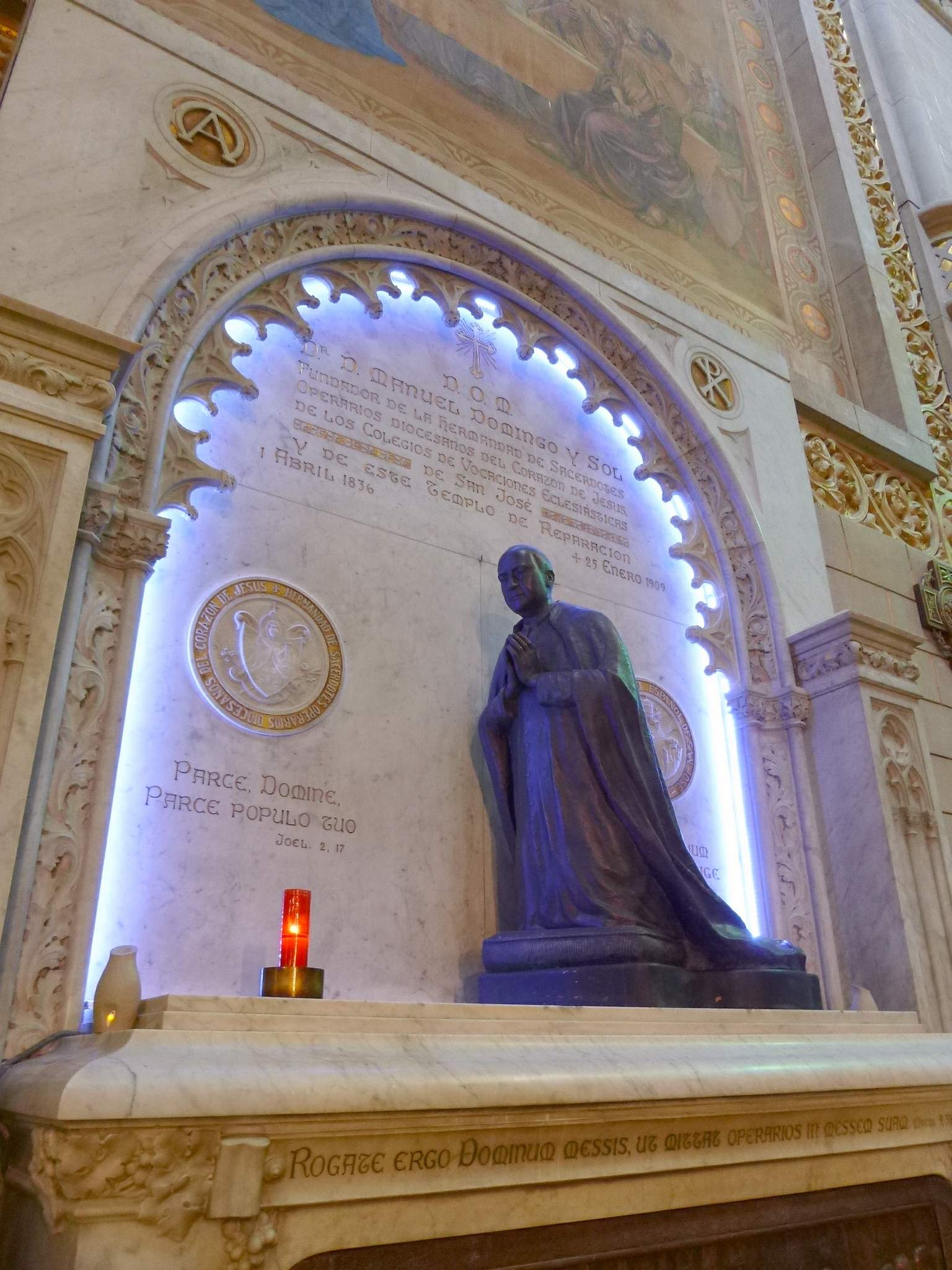
Tumba de Manuel Domingo en el Templo de la Reparación de Tortosa.

Manuel Domingo y Sol falleció de muerte natural el 25 de enero de 1909, dejando a los 75 operarios que componían la Hermandad diez colegios de vocaciones, veintidós seminarios diocesanos,dos templos de reparación y el Colegio Español de Roma. En 1933, formaban la hermandad 122 sacerdotes.

## Culto
Manuel Domingo y Sol fue declarado venerable por el Papa Pablo VI, el 4 de mayo de 1970. El mismo pontífice le llamó, por su esfuerzo en la formación sacerdotal, el "Santo Apóstol de las Vocaciones". 
El 29 de marzo de 1987 fue beatificado por el Papa Juan Pablo II. Su fiesta se celebra en la Iglesia católica el 29 de enero y sus reliquias se veneran en el Templo de la Reparación de Tortosa. Allí se presidieron los actos principales del centenario de su muerte, el 29 de enero de 2008, siendo director general de la Hermandad de Sacerdotes Operarios el religioso Ángel Javier Pérez Pueyo.
Es considerado el patrón de la Hermandad fundada por él, y de centenares de jóvenes de España, Argentina, Venezuela y México; donde los Operarios trabajan con la Pastoral Juvenil.

Fiesta el 29 enero.